# Jessikka Aro
Jessikka Aro (n. 1980) es una periodista finlandesa que trabaja para la cadena de televisión pública finlandesa Yle. En septiembre de 2014 comenzó a investigar troles de Internet prorrusos que distribuían propaganda para favorecer al Kremlin. Su serie de artículos la llevó a recibir el Premio Bonnier de Periodismo en marzo de 2016. 
Su investigación encontró una gran oposición por parte de dichos troles, que llevaron a cabo una campaña de difamación. Ella describe haber recibido respuestas como una llamada telefónica con el sonido de una pistola disparando en el otro extremo, así como un mensaje de texto del teléfono móvil que supuestamente era de su padre (fallecido 20 años antes). Otra voz particularmente crítica fue Johan Bäckman.
También ha escrito artículos sobre el papel de los troles de Internet en la moderna guerra de la información. así como un artículo en el diario del Partido de los Pueblos Europeos, de centroderecha, que describe el acoso brutal que ella atribuye a los troles rusos, y que incluye la revelación de sitios web falsos y troles de Twitter que filtraron detalles de la condena que le fue impuesta por consumo de drogas en 2002. Durante el verano de 2016, recaudó más de 30 000 dólares a través de la plataforma de micromecenazgo Indiegogo.
Según la revista Foreign Policy, en enero de 2019 se anunció la asignación del International Women of Courage Award para Jessikka Aro, que fue retirado poco antes de la ceremonia en marzo de 2019.